# Дело Норрис против Ирландии
Норрис против Ирландии (Norris v. Ireland) — дело, рассмотренное Европейским судом по правам человека (ЕСПЧ) в 1988 году, в котором Дэвид Норрис обвинил Ирландию в том, что криминализация определённых гомосексуальных действий между взрослыми мужчинами по согласию является нарушением статьи 8 Европейской конвенции о правах человека (право на уважение частной и семейной жизни).

## Дело
Первоначальное дело в ирландских судах было Норрис против Генерального прокурора, рассмотренный в 1977 году и решение по которому было принято Верховным судом Ирландии в 1983 году. Старшим советником Норриса была Мэри Робинсон, член Кампании за реформу законодательства о гомосексуализме, которая в 1990 году стала первой женщиной-президентом Ирландии. Ирландские суды постановили, что право Норриса на неприкосновенность частной жизни не было нарушено Законом о преступлениях против личности 1861 года (криминализирующим «хулиганство») и Законом о поправках к уголовному законодательству 1885 года (криминализирующим «грубую непристойность»).

## Дело в ЕСПЧ
Норрис подал жалобу на решение ирландского суда в ЕСПЧ в 1983 году. Суд вынес решение в пользу Норриса в 1988 году на основаниях, аналогичных тем, которые были приняты в решении 1981 года по делу Даджен против Соединенного Королевства .
Законы, оспариваемые приговором, были в конечном итоге отменены Законом об уголовном праве (преступления на сексуальной почве) 1993 года